# 卡纳维拉尔角空军基地4号发射台
卡纳维拉尔角空军基地4号发射复合体(LC-4)是美国卡纳维拉尔角空军基地建造于佛罗里达州梅里特岛最早的一批发射场之一。该发射场有两个发射台，在1952年至1960年间共发射了25次CIM-10波马克，MGM-1马塔多和PGM-11红石。其中LC-4A发射台在1958年至1959年间发射了3枚波马克导弹。
1960年发射场停用，原来的发射复合体被拆除。而1980年又建造一批新设施，并在1983年至1989年间用于轻型航空器发射。随后发射场设施再度被移走，目前该处对公众不开放。